# Афанасьєв Георгій Омелянович
Георгій (Юрій) Омелянович Афанасьєв (нар. 28 лютого (11 березня) 1848, Уфа, Російська імперія — пом. 15 грудня 1925, Белград, КСХС) — історик, педагог, журналіст, громадський діяч, міністр закордонних справ Української Держави.

## Життєпис
Народився в родині військовика.
У 1869 закінчив навчання в Новоросійському університеті. Тема наукових розробок — історія Стародавнього Єгипту, історія слов'янства та Російської імперії, історія середніх віків і новітнього часу (Велика Британія та Франція), російська література, політекономія.
З 1879 — приват-доцент кафедри всесвітньої історії Новоросійського університету в Одесі.
У 1884 захистив і видав магістерську дисертацію «Головні моменти міністерської діяльності Тюрго», 1892 — докторську дисертацію — «Умови хлібної торгівлі у Франції в XVIII ст.». Деякі праці А. видавались у Франції і в Англії. Згодом він змушений був залишити посаду як «політично неблагонадійний».
За доброписом Сергія Вітте призначений управителем відділенням Державного банку Російської імперії в Києві (керував ним у 1896—1918 роках)". Одним із головних досягнень на посаді є будівництво для банку нової будівлі (нині будинок НБУ). У цьому йому знову допоміг випускник Одеського університету Сергій Вітте.
В серпні 1905 будинок нового банку у Києві запрацював. Причому Афанасьєв брав активну участь у житті Києва — входив до кредитних та благодійних товариств, засновував гімназію; товаришував з багатьма діячами цього міста, продовжуючи займатися наукою.
У 1879—1912 — власний кореспондент низки одеських і київських часописів та газет.
Очолював товариство взаємного кредиту, керував відділенням Державного банку у Києві.
З 3 травня 1918 — член першого Уряду Української Держави: Державний контролер.
«Новим міністром іноземних справ був Афанасьєв, професор, найпопулярніша в Києві людина, з величезною ерудицією, він мав величезний недолік — він був дуже старий» — писав пізніше П. Скоропадський. Скоропадський висловлювався про нього, як про людину надто схильну до союзу з Антантою, причому цим шкодив союзу з Німеччиною й «на реальну ситуацію мало звертав уваги», довіряючи досить сумнівним людям (французькому консулу Е. Ено).
Непримиренні протиборці Скоропадського з українського національного табору закидали Афанасьєву російське походження та антиукраїнську позицію у мовному питанні. М. Ростовець: "Г. Афанасьєв — державний контролер, згодом міністр закордонних прав, росіянин з Уфи (Сибір). Послідовний ворог українства, вів кампанію проти української мови, яку називав «грубою й угловатою» (у записці до Ради Міністрів 15 вересня).
М.Ростовець не оминув й підписання Афанасьєвим, а також і С. Гутником записки: «дев'ять з гетьманських міністрів (Василенко, Ржепецькі, Гербель, Гутник, Романов, Зіньковській, Колокольцев, Вагнер, Афанасьєв і Завадські) підписали записку прем'єрові Лизогубу у жовтні 1918 р., в якій висловили домагання федерації з Росією».
З 14 листопада — Міністр закордонних справ. На цій останній посаді безуспішно намагався змінити зовнішньо-політичний курс України, зав'язавши союз з країнами Антанти.
Після падіння гетьманату, очевидячки, приїхав до Одеси: «Одесский листок» публікував його статті.
Емігрував до Королівства сербів, хорватів і словенців де викладав історію на філософському факультеті Белградського університету. Помер у Белграді.
Архів Афанасьєва частково зберігся, його частина міститься у фондах Інституту рукопису НБУВ.

## Праці
- Два момента конституционной истории Англии XIX века. — Одесса, 1882;
- Главные моменты министерской деятельности Тюрго. — Одесса, 1884;
- Внешняя политика Наполеона ІІІ. — Одесса, 1885;
- Судьбы Ирландии. — Одесса, 1887;
- Две публичные лекции о Марии Стюарт. — Одесса, 1888;
- Капитал, спекуляция и банкиры. — Одесса, 1893;
- Наши конкуренты. — Одесса, 1893;
- Гугеноты при Людовике XIV. — Одесса, 1895;
- Наполеон І. — К., 1898;
- Мирабо. — Одесса, 1902;
- Наполеон и Александр. Причины войны 1812 года. — К., 1912.